# Potvorice
Potvorice je naseljeno mjesto u okrugu Nové Mesto nad Váhom u  Trenčínskom kraju u Slovačkoj.

## Stanovništvo
| Godina:     | 1993. | 2003.   | 2013.   | 2023.    |
| ----------- | ----- | ------- | ------- | -------- |
| Broj ljudi: | 528   | 556     | 595     | 707      |
| Razlika:    |       | +5,30 % | +7,01 % | +18,82 % |

| Godina:     | 2022. | 2023.   |
| ----------- | ----- | ------- |
| Broj ljudi: | 710   | 707     |
| Razlika:    |       | -0,42 % |

Prema podacima o broju stanovnika iz 2023. godine naselje je imalo 707 stanovnika.

## Vanjske poveznice
|  | Zajednički poslužitelj ima još gradiva o temi Potvorice |

- Službena stranica naselja (sl.)